# Paula Jofré
Paula Jofré Pfeil (1982) es una astrónoma y astrofísica chilena. En 2019 fue destacada por la revista Time como una de las 100 personas más influyentes del mundo.

## Biografía
Paula Jofré nació en 1982. Su madre tiene nacionalidad alemana y su padre es chileno, siendo la mayor de tres hermanas. Gran parte de su familia tiene estudios en diseño y arquitectura.
Estudió en el Colegio Alemán de Santiago y el Colegio Santa Úrsula. La inclinación hacia el área de la astronomía partió con la sugerencia de su madre para un trabajo escolar; la investigación para este trabajo la terminó llevando al cerro Calán y su observatorio donde fue recibida por José Maza.
Su interés en la astronomía siguió creciendo a través de los años, postuló e ingresó a la carrera de Astronomía en la Pontificia Universidad Católica de Chile, donde egresó y obtuvo una beca para estudiar en el Instituto Max Planck de astrofísica en Alemania. En su paso por la universidad Max Planck, Paula tuvo su primer hijo, esto desemboca en una licencia médica por 8 meses y tener que criar a su hijo mientras seguía trabajando en publicaciones científicas y su tesis. Su supervisor la discriminó por su maternidad, a tal punto que Paula prefirió terminar rápidamente una tesis pobre en contenido antes de seguir siendo supervisada por ese supervisor. Obtuvo su doctorado por la Universidad Ludwig Maximilian de Múnich.
Luego de esto, Paula junto a su familia se mudan a Francia, donde ella ingresa a la Universidad de Burdeos para hacer un postdoctorado con proyectos relacionados con la misión espacial Gaia. Durante ese periodo su padre fallece y tiene a su segundo hijo. También es notificada de que había sido aceptada en un postdoctorado en el Instituto de Astrofísica de Cambridge. Durante este periodo trabaja junto a Gerry Gilmore; además logra ingresar al King's College de la Universidad de Cambridge.
En 2017 regresa a Chile para ser miembro del Núcleo de Astronomía de la Universidad Diego Portales donde hace clases como profesora asistente. El año 2018 es destacada por la revista Science como uno de los 10 científicos sub 40 más prometedores del mundo. En 2019 es destacada por la revista Time como una de las 100 personas más influyentes del año.
Se encuentra casada con Thomas Maedler, también un astrónomo, y tiene dos hijos.

## Investigación
Su área de trabajo se concentra en la investigación de la Astronomía galáctica, teniendo principal énfasis en el análisis de espectros estelares, con el fin de comprender los procesos físicos que le dan forma a la Vía Láctea. Su área de investigación y trabajo se centra en la investigación de los estrellas observadas con espectros de alta resolución, desarrollando entre otros árboles genealógicos basados en el origen de la materia que compone a las estrellas. Este trabajo lo desarrolla en conjunto con el antropólogo Robert Foley.

## Reconocimientos y premios
Ha obtenido los siguientes premios o reconocimientos:
- TIME 100 Next
- Science News Scientist to Watch 2018 List
- 2015-2017 King’s College Cambridge Research Associate non-stipendiary fellowship (Cambridge, UK)
- 2013-2017 Institute of Astronomy Postdoc research position, (Cambridge, UK)
- 2011-2013 Postdoc at Laboratoire d'Astrophysique de Bordeaux, (France)
- 2011 100 Mujeres Líderes de Chile[7]
- 2006-2010 International Max-Planck Research School (IMPRS) Scholarship (Garching, Germany)
- 2005 Latin-European Network for Astronomy and Cosmology (LENAC) fellowship, (Sao Paulo, Brazil)

## Publicaciones seleccionadas
- Prusti, T.; de Bruijne, J. H. J.; Brown, A. G. A.; Vallenari, A.; Babusiaux, C.; Bailer-Jones, C. A. L.; Bastian, U.; Biermann, M. et al. (2016-11). «The Gaia mission». Astronomy & Astrophysics (en inglés) 595: A1. ISSN 0004-6361. doi:10.1051/0004-6361/201629272. Consultado el 15 de noviembre de 2019.
- Brown, A. G. A.; Vallenari, A.; Prusti, T.; Bruijne, J. H. J. de; Mignard, F.; Drimmel, R.; Babusiaux, C.; Bailer-Jones, C. a. L. et al. (1 de noviembre de 2016). «Gaia Data Release 1 - Summary of the astrometric, photometric, and survey properties». Astronomy & Astrophysics (en inglés) 595: A2. ISSN 0004-6361. doi:10.1051/0004-6361/201629512. Consultado el 15 de noviembre de 2019.
- Koposov, Sergey E.; Casey, Andrew R.; Belokurov, Vasily; Lewis, James R.; Gilmore, Gerard; Worley, Clare; Hourihane, Anna; Randich, S. et al. (2015-9). «KINEMATICS AND CHEMISTRY OF RECENTLY DISCOVERED RETICULUM 2 AND HOROLOGIUM 1 DWARF GALAXIES». The Astrophysical Journal (en inglés) 811 (1): 62. ISSN 0004-637X. doi:10.1088/0004-637X/811/1/62. Consultado el 15 de noviembre de 2019.